# Beziehungen zwischen Australien und den Vereinigten Staaten
Die Beziehungen zwischen Australien und den Vereinigten Staaten sind partnerschaftlich und Australien zählt zu den engsten politischen und diplomatischen Verbündeten der USA. Die Streitkräfte beider Länder kämpften gemeinsam in verschiedenen Kriegen (darunter im Ersten Weltkrieg, im Zweiten Weltkrieg, im Koreakrieg, im Vietnamkrieg, im Irakkrieg und dem Krieg in Afghanistan). Australien ist Teil der Five Eyes-Allianz, bestehend aus den engsten Verbündeten der USA auf der Ebene der Geheimdienste und der Spionage und gehört auch zu den Major non-NATO ally der Amerikaner. Neben der militärischen und sicherheitspolitischen Allianz bestehen zwischen Australien und den USA durch die gemeinsame englische Sprache auch enge Kulturbeziehungen sowie intensive Wirtschaftsbeziehungen.

## Geschichte

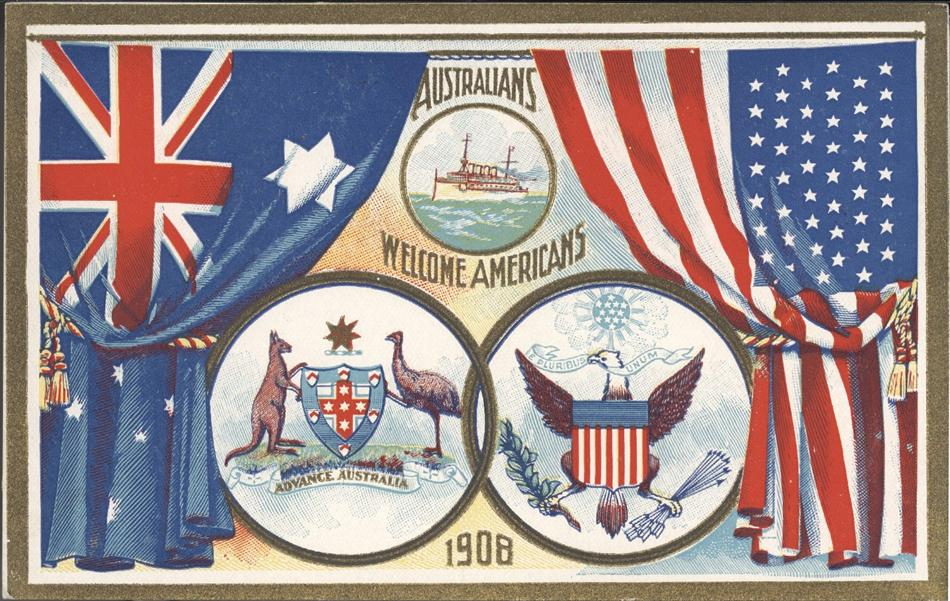
Amerikanisch-australische Postkarte von 1908

Die Streitkräfte beider Länder kämpften bereits gemeinsam im Ersten Weltkrieg, als Australien noch eine Dominion des British Empire war. Nach dem Ende des Krieges vertraten die USA eine nachgiebigere Haltung gegenüber dem besiegten Deutschen Reich, während die Australier eine harte Haltung gegenüber den Deutschen vertraten und sich dabei an Frankreich unter Georges Clemenceau anlehnten, was zu Konflikten zwischen beiden während der Pariser Friedenskonferenz 1919 führte. Australien verlangte auch, dass es Deutsch-Neuguinea als direkte Kolonie und nicht als Völkerbundmandat annektieren dürfe, wurde aber in diesem Punkt überstimmt, als sich das Vereinigte Königreich und seine anderen Dominions auf die Seite der Vereinigten Staaten stellten.
Als Australien 1940 einen eigenen Botschafter nach Washington, D.C. entsandte, wurden diplomatische Beziehungen zwischen Australien und den USA aufgenommen. 1943 eröffneten die USA ihre Botschaft in Canberra. Während des Zweiten Weltkriegs wurde US-General Douglas MacArthur zum Oberbefehlshaber der alliierten Streitkräfte im südwestpazifischen Raum ernannt, zu denen auch viele australische Truppen gehörten. Nach dem Fall der Philippinen befand sich MacArthurs Hauptquartier bis 1944 in Brisbane, und die australischen Streitkräfte blieben bis zum Ende des Zweiten Weltkriegs unter MacArthurs Oberbefehl. Die Australier leisteten damit unter US-Kommando einen wichtigen Beitrag zum Pazifikkrieg.

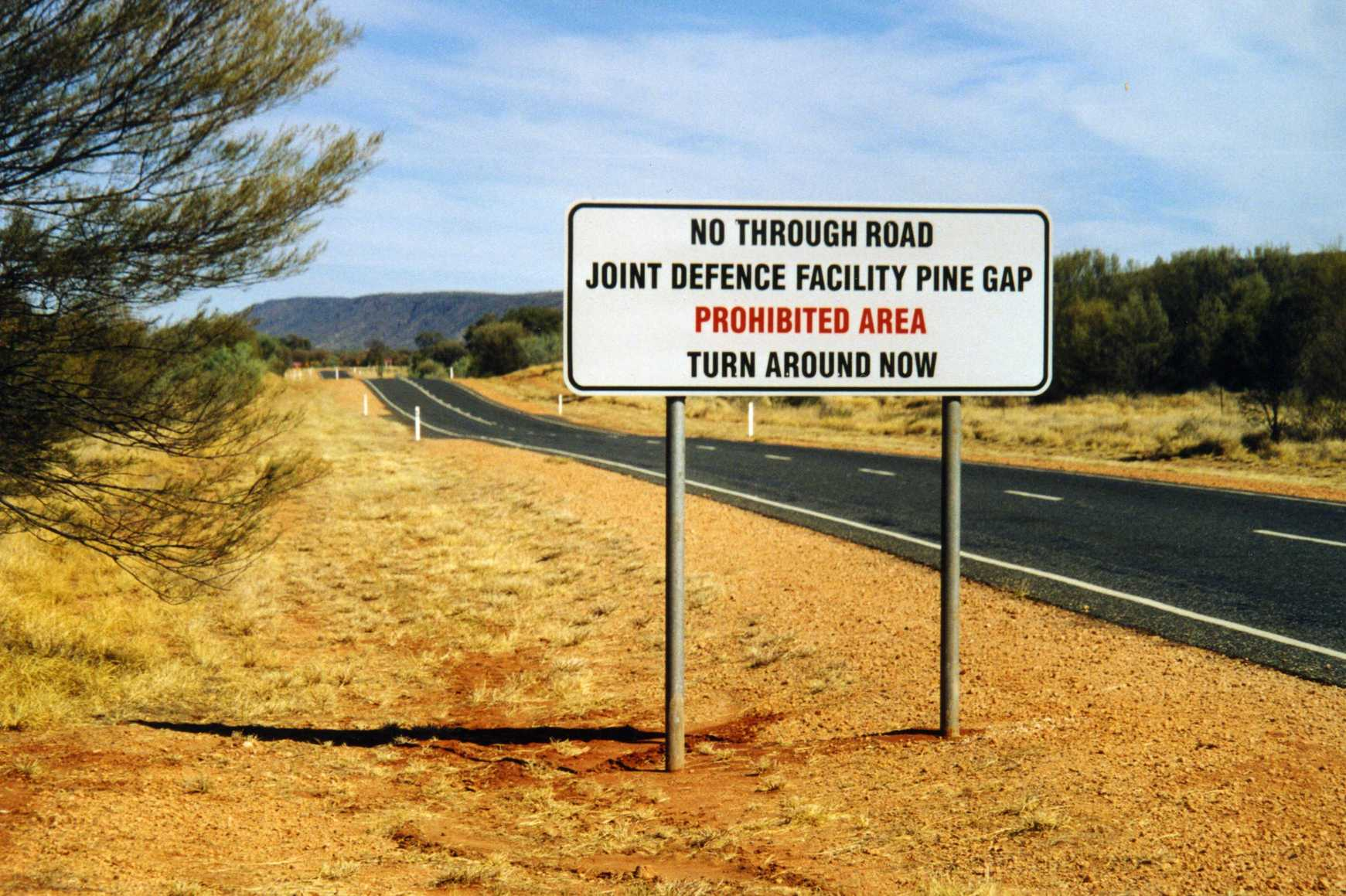
Straße nach Pine Gap

Nach dem Zweiten Weltkrieg wurde Australien durch das 1951 in San Francisco unterzeichnete ANZUS-Abkommen ein enger Verbündeter der USA und blieben es während des gesamten Kalten Krieges. So entsendeten die Australier Truppen in den Koreakrieg und später in den Vietnamkrieg. Australien hat als Gründungsmitglied der SEATO die Vereinigten Staaten im Vietnamkrieg direkt mit eigenen Truppen unterstützt, und zwar zu einer Zeit, als die Vereinigten Staaten selbst von vielen ihrer Verbündeten wegen dieses Krieges international verurteilt wurden. Aufgrund ihrer geografischen Lage fürchteten die Australier eine Ausbreitung des Kommunismus auf Malaysia und Indonesien. Auch die in den 1960er Jahren errichtete CIA-Überwachungsstation in Pine Gap spielte für die USA eine wichtige Rolle während des Kalten Krieges.
Nach den Anschlägen vom 11. September 2001, bei denen auch elf australische Staatsbürger getötet wurden, gab es in Australien starke Sympathiebekundungen für die Vereinigten Staaten. Premierminister John Howard wurde zu einem der stärksten internationalen Befürworter von Präsident George W. Bush und seinem Krieg gegen den Terror. Australien unterstützte die Vereinigten Staaten bei der Invasion in Afghanistan im Jahr 2001 und gehörte auch im Irakkrieg 2003 der Koalition der Willigen an. Der australische Premierminister Kevin Rudd kündigte 2007 jedoch den Abzug der australischen Truppen aus dem Irak an und distanzierte sich von dem von den USA unter falschen Vorzeichen begonnenen Krieg.

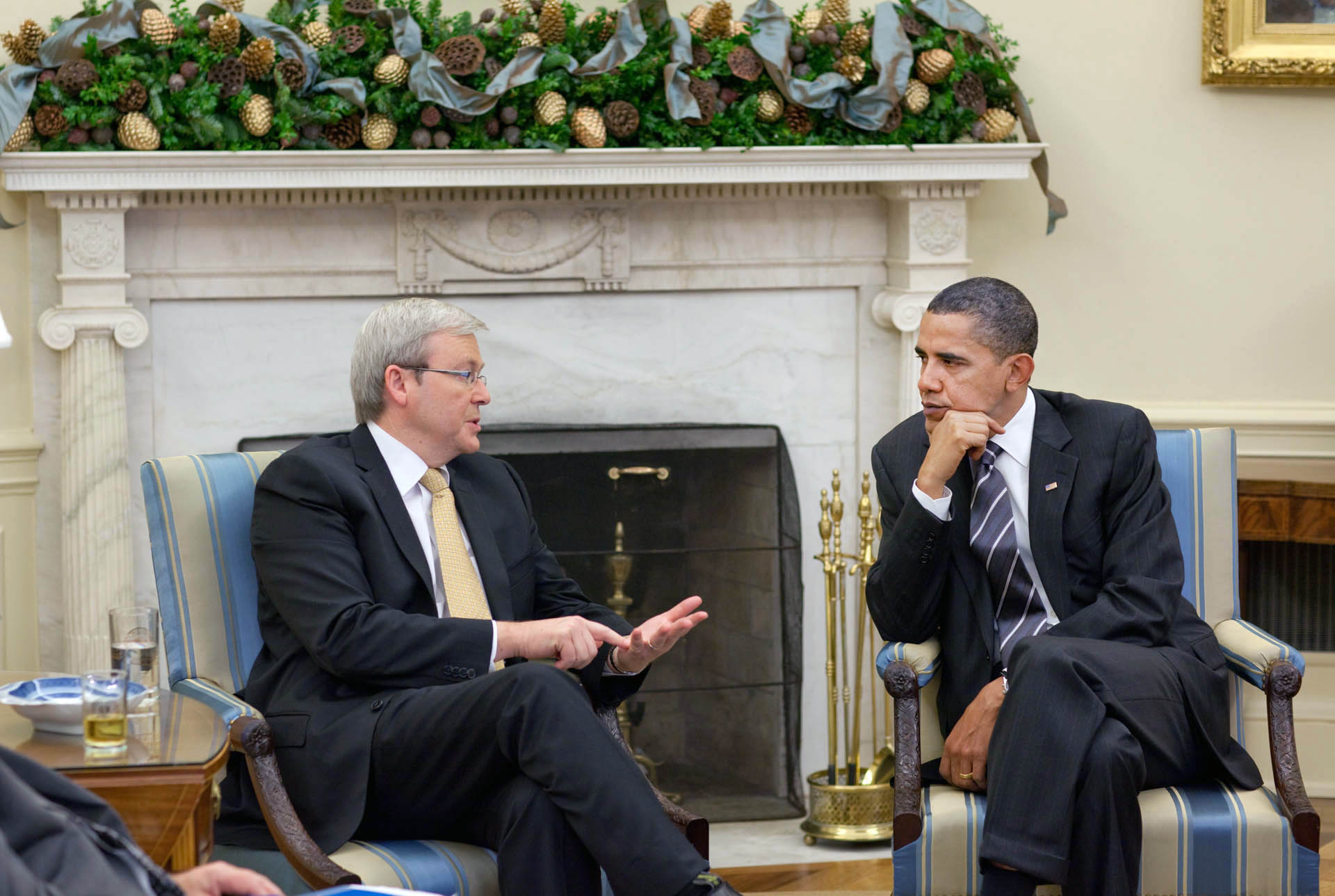
Kevin Rudd und Barack Obama (2009)

In den 2000er und 2010er Jahren begannen sich die Beziehungen unter den Vorzeichen des rasanten machtpolitischen Aufstiegs der Volksrepublik China zu verändern. 2007 wurde der Quadrilateral Security Dialogue zwischen den vier asiatisch-pazifischen Demokratien Australien, Japan, Indien und den USA etabliert, welche als Gegengewicht zum Aufstieg Chinas interpretiert wurde. Die engen Wirtschaftsbeziehungen Australiens zur Volksrepublik China und die enge militärische Kooperation mit den USA führten dabei zu einer prekären Situation für Australien und zu einem schwierigen diplomatischen Spagat. 2021 wurde schließlich die britisch-amerikanisch-australische Dreierallianz AUKUS verkündet, die als deutliches Signal an China angesehen wurde. Dabei wurde die Ausrüstung der australischen Marine mit Atom-U-Booten vereinbart.

## Wirtschaftsbeziehungen
Die USA sind für Australien der drittgrößte Handelspartner und beide Länder haben 2004 ein Freihandelsabkommen unterzeichnet. Der bilaterale Handelsaustausch von Waren und Dienstleistungen erreichte 2021 ein Volumen von knapp 61 Milliarden US-Dollar. Dank der niedrigen Eintrittsbarrieren, der vergleichbaren Rechtsrahmen und der ähnlichen Unternehmens- und Geschäftskultur ist Australien ein attraktiver Markt für amerikanische Unternehmen. US-Unternehmen sind der mit weitem Abstand größte ausländische Investor und haben knapp 300.000 Arbeitsplätze in Australien geschaffen. Im Gegenzug operieren auch zahlreiche australische Unternehmen in den Vereinigten Staaten.

## Kulturbeziehungen
Der australische Intellektuelle Donald Horne betonte in den 1960er Jahren die Gemeinsamkeiten beider Nationen als ursprünglich englischsprachige und protestantische Siedlerstaaten. Der US-Präsident Bill Clinton sagte 1996 bei einer Rede vor dem australischen Parlament „Wir bewundern gegenseitig den Pioniergeist, den unsere Vorfahren bei der Überwindung der Grenzen und beim Aufbau der Nationen an den Tag gelegt haben“. Die zahlreichen Gemeinsamkeiten von Geschichte und Kultur haben zur Charakterisierung beider Länder als kulturelle „Zwillinge“ geführt, mit zahlreichen Gemeinsamkeiten bei Kultur, Sprache und Lebensweise und einer zunehmenden Amerikanisierung des australischen Lebens.
Zahlreiche australische Künstler und Kulturschaffende sind in den USA weltbekannt geworden, darunter die Bands AC/DC und Bee Gees, die Sängerinnen Sia, Iggy Azalea und Kylie Minogue, der Schauspieler Hugh Jackman, Russell Crowe und Heath Ledger und die Schauspielerinnen Cate Blanchett und Nicole Kidman. Der australische Medienunternehmer Rupert Murdoch hatte als Gründer der News Corporation einen großen Einfluss auf die amerikanische Medienlandschaft und die politische Öffentlichkeit. 